# Tênis nos Jogos Olímpicos de Verão de 2020

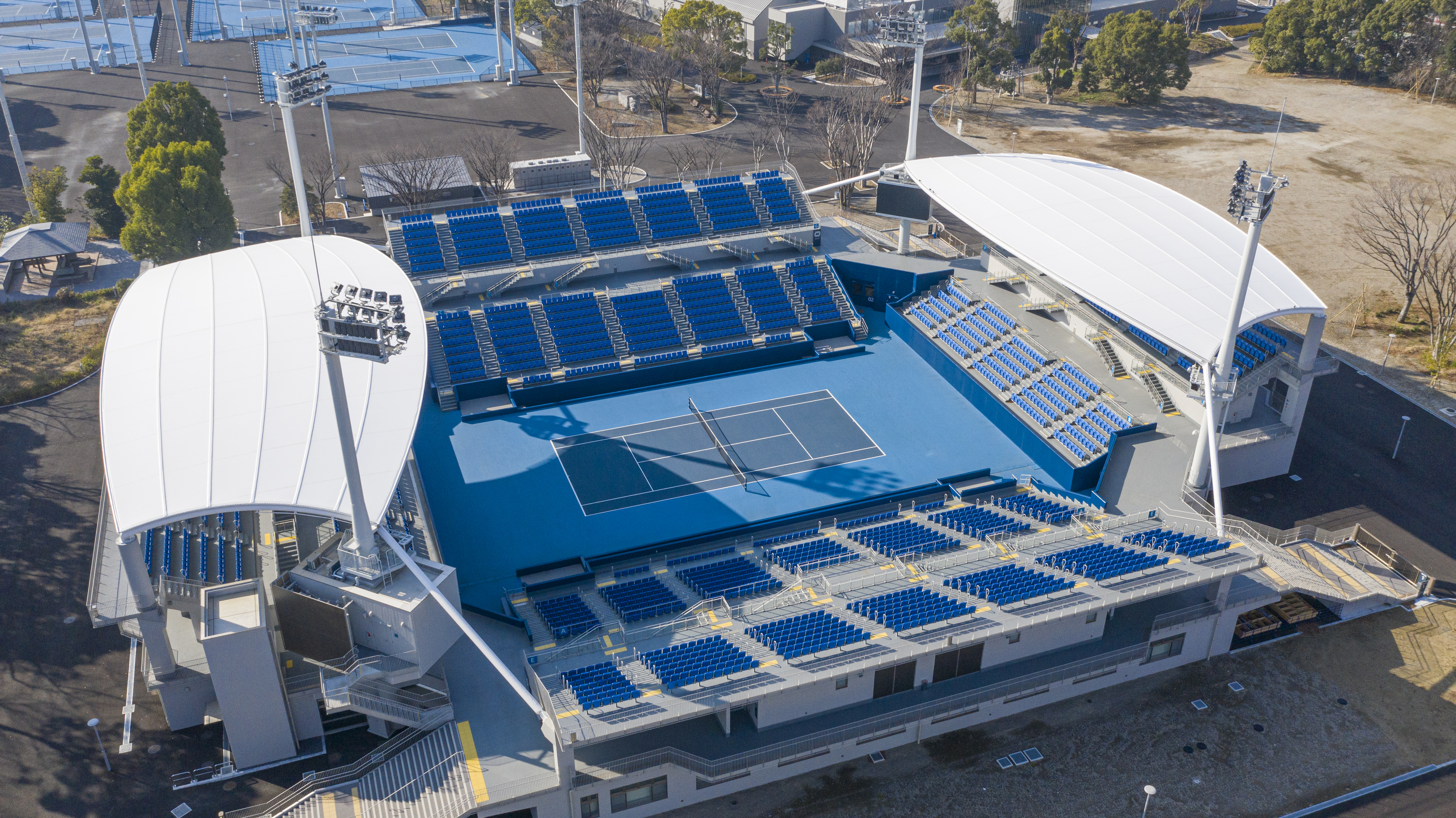
Uma das quadras no Parque de Tênis de Ariake

Os torneios de tênis (português brasileiro) ou ténis (português europeu) nos Jogos Olímpicos de Verão de 2020 foram disputados entre 24 de julho e 1 de agosto de 2021 no Parque de Tênis de Ariake, em Tóquio.
Foi originalmente programado para ser realizado em 2020, mas em 24 de março de 2020, as Olimpíadas foram adiadas para 2021 devido à pandemia de COVID-19, o que fez com que não houvesse espectadores nos jogos. Contou com a participação de 190 tenistas em cinco eventos: simples e duplas masculinas e femininas e duplas mistas. A superfície da quadra escolhida pelo Comitê Organizador de Tóquio foi a dura Deco Turf, sendo a quinta vez que este tipo de superfície foi utilizada para os Jogos Olímpicos.

## Qualificação
Para ser elegível a disputar os torneios de tênis, o competidor deve atender a certos requisitos como ter participado da Copa Davis (masculino) ou da Copa Billie Jean King (feminino). A qualificação para as competições individuais é baseada principalmente no ranking mundial de 14 de junho de 2021, com 56 tenistas participando de cada um dos eventos masculinos e femininos, limitado a quatro por Comitê Olímpico Nacional (CON). Seis das oito vagas restantes foram alocadas por continente para CONs sem tenistas qualificados. As duas vagas finais estavam reservadas para o país anfitrião (Japão) e para um medalhista de ouro olímpico ou campeão de Grand Slam.
Nas competições de duplas, 32 equipes poderiam competir em cada gênero, com até 10 vagas sendo reservadas para as 10 primeiras duplas do ranking mundial, sendo que seu CON poderia selecionar qualquer jogador classificado entre os 300 primeiros em simples ou duplas. As vagas restantes foram alocadas por classificações combinadas, com preferência dada aos tenistas individuais assim que a cota total de jogadores fosse atingida. Uma equipe por gênero estava reservada para o país anfitrião, caso nenhuma dupla tenha se qualificado pelas outras formas.
Não haviam vagas de qualificação para duplas mistas; todas as equipes participantes foram compostas por tenistas já inscritos em simples ou duplas. As 15 melhores equipes do ranking combinado e o país anfitrião estavam elegíveis.

## Formato
O formato da competição foi de torneio de eliminação direta com chaveamento envolvendo 64 tenistas nas simples masculino e feminino, 32 equipes nas duplas masculinas e femininas e 16 equipes nas duplas mistas. Houve seis rodadas no torneio de simples, cinco rodadas nos torneios de duplas (chaves de 32) e quatro rodadas no torneio de duplas mistas (chave de 16). Os perdedores das semifinais de todos os torneios disputam a medalha de bronze. Todas as partidas de simples foram em melhor de três sets, com tiebreak padrão (o primeiro a atingir 7 pontos) em todos os sets, incluindo o set final da competição de simples. Em todas as competições de duplas, um super tiebreak de 10 pontos foi disputado em vez do terceiro set.

## Calendário
As competições de tênis foram realizados ao longo de nove dias, com as primeiras rodadas se iniciando em 24 de julho e as finais dos cinco eventos ocorrendo entre 30 de julho e 1 de agosto de 2021.
| R1/R2 | Rodadas 1/2 | OF | Oitavas de final | QF | Quartas de final | SF | Semifinais | B | Disputa pelo bronze | F | Final |

| DataEvento        | 24 jul | 25 jul | 26 jul | 27 jul | 28 jul | 29 jul | 30 jul | 30 jul | 31 jul | 31 jul | 1 ago |
| ----------------- | ------ | ------ | ------ | ------ | ------ | ------ | ------ | ------ | ------ | ------ | ----- |
| Simples masculino | R1     | R1     | R2     | R2     | OF     | QF     | SF     | SF     | B      | B      | F     |
| Duplas masculinas | R1     | R1     | OF     | OF     | QF     | SF     | B      | F      |        |        |       |
| Simples feminino  | R1     | R1     | R2     | OF     | QF     | SF     |        |        | B      | F      |       |
| Duplas femininas  | R1     | R1     | OF     | OF     | QF     | SF     |        |        | B      | B      | F     |
| Duplas mistas     |        |        |        |        | OF     | QF     | SF     | SF     | B      | B      | F     |

## Nações participantes
Ao todo, 45 CONs tiveram atletas qualificados em ao menos um evento. Entre parênteses encontra-se representada a quantidade de competidores.
- GER Alemanha (9)
- ARG Argentina (7)
- AUS Austrália (10)
- AUT Áustria (2)
- BEL Bélgica (4)
- BLR Bielorrússia (3)
- BOL Bolívia (1)
- BRA Brasil (7)
- CAN Canadá (4)
- KAZ Cazaquistão (7)
- CHI Chile (1)
- CHN China (5)
- COL Colômbia (4)
- KOR Coreia do Sul (1)
- CRO Croácia (6)
- EGY Egito (2)
- SVK Eslováquia (3)
- ESP Espanha (8)
- USA Estados Unidos (11)
- EST Estônia (1)
- FRA França (10)
- GEO Geórgia (1)
- GBR Grã-Bretanha (6)
- GRE Grécia (2)
- IND Índia (3)
- ITA Itália (6)
- JPN Japão (11)
- LAT Letônia (2)
- MEX México (2)
- NZL Nova Zelândia (2)
- NED Países Baixos (4)
- PAR Paraguai (1)
- PER Peru (1)
- POL Polônia (6)
- POR Portugal (2)
- CZE República Checa (6)
- ROC ROC (8)
- ROU Romênia (3)
- SRB Sérvia (5)
- SWE Suécia (1)
- SUI Suíça (2)
- TPE Taipé Chinês (5)
- TUN Tunísia (1)
- UKR Ucrânia (4)
- UZB Uzbequistão (1)

## Medalhistas
| Evento                     | Ouro                                                      | Prata                                      | Bronze                                         |
| -------------------------- | --------------------------------------------------------- | ------------------------------------------ | ---------------------------------------------- |
| Simples masculino detalhes | Alexander Zverev GER Alemanha                             | Karen Khachanov ROC                        | Pablo Carreño Busta ESP Espanha                |
| Duplas masculinas detalhes | Nikola Mektić Mate Pavić CRO Croácia                      | Marin Čilić Ivan Dodig CRO Croácia         | Marcus Daniell Michael Venus NZL Nova Zelândia |
| Simples feminino detalhes  | Belinda Bencic SUI Suíça                                  | Markéta Vondroušová CZE República Checa    | Elina Svitolina UKR Ucrânia                    |
| Duplas femininas detalhes  | Barbora Krejčíková Kateřina Siniaková CZE República Checa | Belinda Bencic Viktorija Golubic SUI Suíça | Laura Pigossi Luisa Stefani BRA Brasil         |
| Duplas mistas detalhes     | Anastasia Pavlyuchenkova Andrey Rublev ROC                | Elena Vesnina Aslan Karatsev ROC           | Ashleigh Barty John Peers AUS Austrália        |

## Quadro de medalhas
| Ordem | País                | Medalha de ouro | Medalha de prata | Medalha de bronze |    | Ordem por total |
| ----- | ------------------- | --------------- | ---------------- | ----------------- | -- | --------------- |
| 1     | ROC                 | 1               | 2                |                   | 3  | 1               |
| 2     | CRO Croácia         | 1               | 1                |                   | 2  | 2               |
|       | CZE República Checa | 1               | 1                |                   | 2  | 2               |
|       | SUI Suíça           | 1               | 1                |                   | 2  | 2               |
| 5     | GER Alemanha        | 1               |                  |                   | 1  | 5               |
| 6     | AUS Austrália       |                 |                  | 1                 | 1  | 5               |
|       | BRA Brasil          |                 |                  | 1                 | 1  | 5               |
|       | ESP Espanha         |                 |                  | 1                 | 1  | 5               |
|       | NZL Nova Zelândia   |                 |                  | 1                 | 1  | 5               |
|       | UKR Ucrânia         |                 |                  | 1                 | 1  | 5               |
| TOTAL | TOTAL               | 5               | 5                | 5                 | 15 | —               |